# 讣告
訃告，是逝世者家屬用來向親族、親戚、親友及公眾人士報喪的實用文書，以報刊、電視台、電台廣播、電話、電報、傳真、柬帖或電郵等媒介發布關於某人逝世的消息。

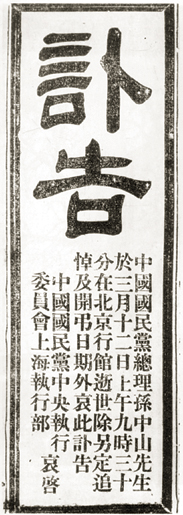
中国国民党中央执行委员会上海执行部发布中国国民党总理孙中山先生逝世的讣告

訃告通常附有逝者的傳記，內容包括逝者的姓名、年齡、生卒日期、治喪事宜、舉殯時間和地點、喪葬方式、家屬或治喪委員會名單、聯絡方式等，根據不同的方式也稱爲「訃文」、「訃聞」、「訃報」、「訃電」、「訃帖」或「訃音」。

## 辭源
「訃」，從言，卜聲。本義指告喪，即通報某人逝世的公告。《廣韻》《集韻》通作「赴」，《左傳·隱七年》凡諸侯同盟薨則赴以名。《禮記·檀弓》伯高死于衞，赴于孔子。《正字通》通作「報」。《禮記·喪服小記》報葬者報虞。《註》報，讀爲「赴」，急疾之義。「赴」、「報」、「訃」三字古𠀤通。
「聞」，從耳，門聲。知聲也。 本義指通音訊，即傳播和獲得訊息。

## 形式
通常來說，在地方或社區報刊上所登出的訃聞是由記者或殯葬業者所代筆，有既定的格式可供參考，而不是由逝者家屬親自書寫。刊登者可因宗教或個人的偏好，選擇用文言文、白話文等的文書體裁，以及不同的行文風格和遣詞用字，但應以保持內容的簡潔、莊重和嚴肅爲主。
現在常見的訃文有一般式、公告式和新聞報導式三種。

### 一般式訃告
一般式訃告是普遍上最常用的訃告形式，由上而下包含幾個部分：
1. 標題：在首行中間寫上「訃告」兩字，或在訃告前冠上死者的姓名，如：「〇〇〇訃告」，字體略大。
2. 正文：
  - 說明死者的姓名、身份、歲數、逝世日期、地點和原因。
  - 死者生平簡介，可省略。
  - 通知弔唁、公祭和舉殯的日期、時間及地點。
3. 特別聲明：另外說明的事項，如：懇辭奠儀、花圈、花籃、輓額、輓聯、藝陣，或是服裝的守則、提醒來賓準時出席等。
4. 落款：發訃的個人或單位名稱、時間以及聯絡方式。

### 公告式訃告
公告式訃告比一般式訃告較爲隆重和莊嚴，通常是用在對社團、機構、企業、政黨或國家有影響力的重要人物，由一定級別的機關、組織或團體作出決定發出，由「公告」、「治喪委員會公告」和「治喪委員會名單」組成一個完整的訃告，這三份文件基本上是在同一時間發出。
第一部分：公告，公佈逝世的消息。
1. 標題：在首行寫上發出公告的單位名稱和「公告」兩字，如：「〇〇黨中央委員會、〇〇代表大會常務委員會公告」。
2. 正文：
  - 說明死者的姓名、身份、歲數、逝世日期、地點和原因。
  - 表達對死者的評價和哀悼之辭。
3. 落款：公告的發佈日期。（因爲公告單位已經顯示在標題，所以在此可以省略）

第二部分：治喪委員會公告，訃告的核心部分。
1. 標題：用粗體寫明「〇〇〇治喪委員會公告」的字樣。
2. 正文：說明治喪的安排和具體事宜，如：弔唁或瞻仰遺容的參加者、時間和地點；召開追悼會的時間、地點和事項；對社會各界、機關、單位或民眾的活動安排等。
3. 結尾和落款：在結尾寫明「特此公告」，以及公告的發佈日期。

第三部分：治喪委員會名單，公佈治喪委員會的名單。
治喪委員會名單分爲「治喪委員會領導成員名單」和「治喪委員會全體成員名單」，前者按職務高低排序，後者按姓名筆劃或拼音順序排列，以清楚交待治喪委員會的成員人數。

### 新聞報導式訃告
新聞報導式訃告是在報紙或其他新聞媒體發佈的消息，對象通常是具有一定社會地位的人物，內容較爲短小和簡便。 但一些著名的西方媒體設有專門的「訃聞版」（obituaries），由專業記者撰寫名人逝世的消息，以較大篇幅來報導死者的人生經歷、逸事和里程碑。

### 其他
西方媒體中有兩種類似於訃告的廣告形式，通常付費刊登在報刊的分類廣告。一種是「死亡通知單」（death notice），它省略了有關逝者傳記的部分，在一些情況下是具有法律認可地位的公告；另一種是「追思會通告」（memorial advertisement），由家人、親友或殯儀館協助撰寫，告知關於死者追思會的詳情。
有些由特定團體、組織或機構彙總而成的「死者名冊」（necrology），內容包含了稀疏的逝者傳記、訃聞和死亡統計，假以時日可能成爲重要的參考文獻。

## 格式用語

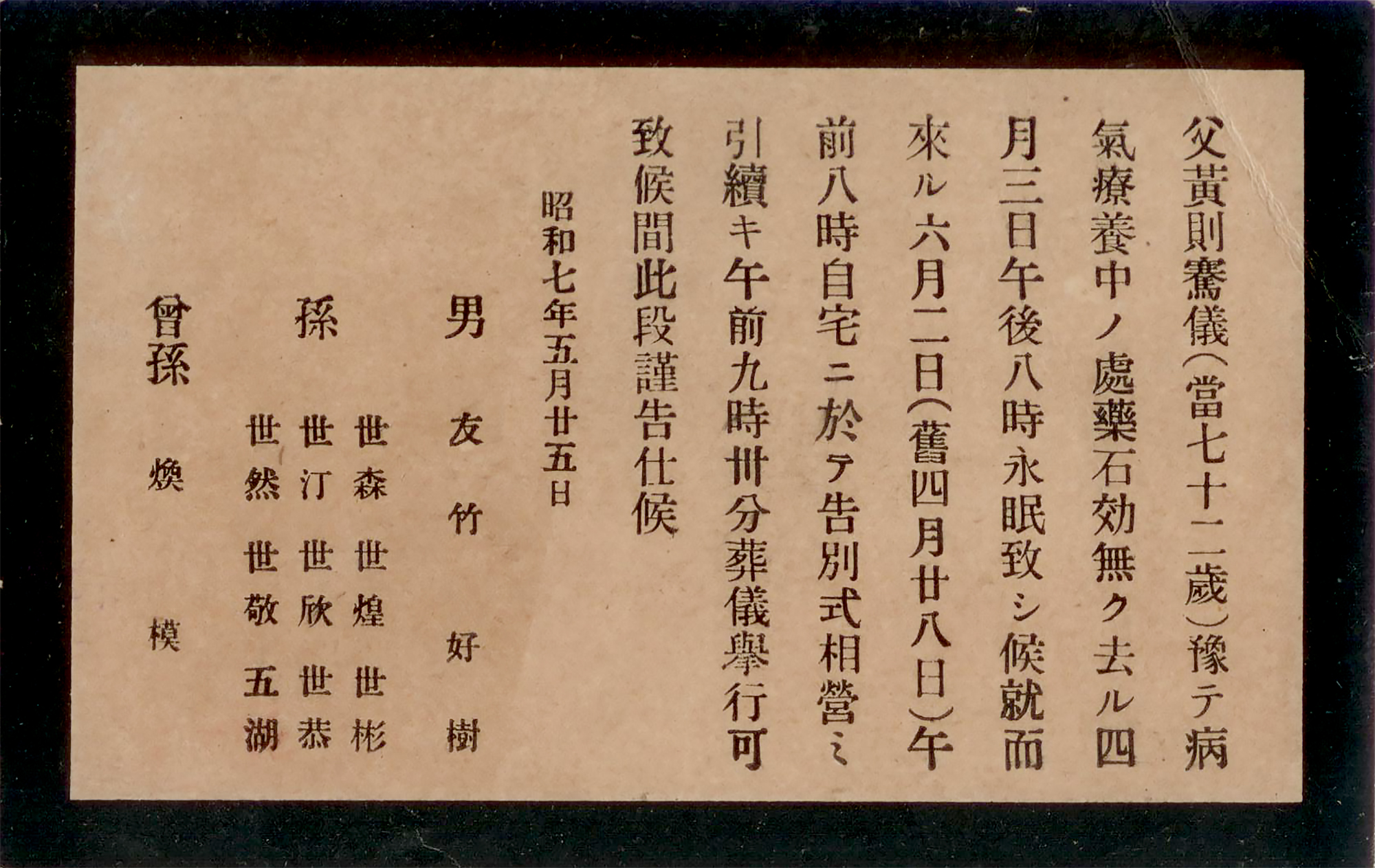
日治時期台灣鹿港商賈黃則騫的訃帖

訃帖是以郵遞或快遞方式送到府上報喪的柬帖，俗稱爲「白帖」或「報喪帖」。內容方面包括了死者的簡介、治喪地點、喪葬方式、舉殯日期和時間、家屬、承辦單位或治喪委員會的聯絡方式，以便親戚、朋友、同鄉、同事、同學等人接收有關消息。
報喪也俗稱爲「報白」，一些地方因爲有「報紅不報白」的民情風氣，派送訃帖被認爲是行為不當，有失禮貌的事；故一般上僅以口頭通知，或在報章上刊登啓事即可。

### 封面
傳統上，選用做訃帖的紙張顏色應以白色為宜，淺黃色亦可，不宜使用象徵喜慶的紅色或粉紅色。但現代社會對於死亡的觀念出現變化，對於高齡逝世者不再視爲是「不吉」，美其名曰「喜喪」，若死者年齡達80歲以上可使用粉紅色；死者爲出家眾、在家眾或佛教徒的話，不論年齡高低，可用黃色。
訃帖封面上代表喪家的「訃」字應印黑色，以示其哀；內頁用來表示告知親友的「聞」字應印紅色，以示尊重。字體方面要求整齊、端正和清晰，大小比例要恰當；排版以簡潔大方爲主，高低和間距要適宜；用詞和稱謂務必正確。接收者的姓名應書寫在紅色的長方框內，不可寫「收」、「放」等之類的字樣，以示尊重；喪府的地址、電話和聯絡方式也要一併列上，以方便親友弔唁，或是寄送奠儀、唁電、花圈、花籃、輓額、輓聯等。

### 正文抬頭
發訃之前，首先須要「立喪主」（諱稱「福主」），以確認以何人的名義來發喪。一般家禮是以亡者的長子為喪主，若長子已逝（或有特殊情況）的話，則以長孫為喪主；另立亡者之妻（若無則喪主之妻）為「主婦」；並立知禮能幹者為「護喪」。
正文的開頭要寫上死者的名諱，抬頭與文平齊，以示尊敬。 舊式訃聞還會以「不孝〇〇等罪孽深重，不自殞滅，禍延顯考〇〇〇」來開頭，以示發訃聞者的自責之情。
- 顯考：父死謂「考」，對人稱已故之父謂「先考」或「先嚴」，敬稱「顯考」。未達「上壽」者（60歲以上）宜用「先考」；祖父母尚健在的話，則父死時不可稱「顯考」。[24] 以妻子的名義發訃聞時稱「先夫」；未婚者，以其父母的名義發訃聞時稱「愛子」；以兄弟姊妹的名義發訃聞時稱「先兄」或「亡弟」；以女婿的名義發訃聞時稱「泰山大人」；子媳輩先於已身故者，以其孫兒女的名義發訃聞時稱「顯祖考」；以朋友的名義發訃聞時稱「故友」；以機關、企業、團體或治喪委員會的名義發訃聞時，可用「〇〇〇先生」、「〇師〇〇先生」等。
- 顯妣：母死謂「妣」，對人稱已故之母謂「先妣」、「先慈」，敬稱「顯妣」。未達「上壽」者（60歲以上）宜用「先妣」；祖父母尚健在的話，則母死時不可稱「顯妣」。[24] 以丈夫的名義發訃聞時稱「先室」；未婚者，以其父母的名義發訃聞時稱「愛女」；以兄弟姊妹的名義發訃聞時稱「先姊」或「亡妹」；以女婿的名義發訃聞時稱「泰水大人」；子媳輩先於已身故者，以其孫兒女的名義發訃聞時稱「顯祖妣」；以朋友的名義發訃聞時稱「故友」；以機關、企業、團體或治喪委員會的名義發訃聞時，可用「〇〇〇女士」、「〇師母〇〇女士」等。
- 〇公：對男性長者的尊稱。[24]
- 〇母：對女性長者的尊稱。[24]
- 諱〇〇：稱呼已故尊長的名字，古時爲男性所用，另有「別名」、「別號」、「字」、「筆名」等，如：「〇公諱〇〇號〇〇老人」。[24] 稱年青男性宜用「君」，如：「〇君〇〇先生」；尊稱父親、祖父時可加上「府君」，如：「顯考〇公諱〇〇府君」、「顯祖考〇公諱〇〇太府君」；尊稱出家人時可加「上」、「下」，如：「釋上〇下〇法師」等。女性亦可用「諱」、「號」與「諡」。
- 夫人：古時對女性的尊稱有「夫人」（一、二品官之妻）、「淑人」（三品官之妻）、「恭人」（四品官之妻）、「宜人」（五品官之妻）、「安人」（六品官之妻）和「孺人」（七品官以下之妻）。訃文中自稱宜用「孺人」、「恭人」或「宜人」，稱別人妻爲「夫人」；尊稱三代大母可加上「太」字，如：「顯妣〇母〇〇太孺人」。[24] 父存母歿者，則不可加上「太」字。
- 閨名：稱呼女性自幼時所起的名字，古時女子出嫁後，只稱姓而不具名，名字一般不為人所知。一些地方有給婦人另取「號」的習俗，如：「〇母〇氏諡〇〇孺人」、「〇母〇氏號〇〇孺人」；以其閨名為主的話，則如：「〇母〇氏閨名〇〇孺人」。[24]

### 内容
中華傳統的訃聞內容如下：
- 祖籍：祖籍〇〇省〇〇縣〇〇鄉，可見於新、馬地區的訃聞。
- 時間：訃帖中至少需要列出死者的出生、死亡和舉殯時間，新式訃聞大多以公曆爲主，農曆爲輔；已達上壽者（60歲以上）的死亡日期前可加上「慟於」，未達上壽者的死亡日期前則可加上「悼於」。
- 壽終：壽終於家中者，男用「壽終正寢」，女用「壽終內寢」。[24] 死於非常者，可視情況可用「終於〇〇地」、「卒於〇〇地」、「病逝於〇〇醫院」、「因〇〇逝世」、「因〇〇殉職」等。
- 歲數：「距」出生日期所得的虛歲，傳統上，在計算所得的歲數上會再加3歲，稱爲「積閏」。[30][31] 60歲以上稱「享壽」、90歲以上稱「享耆壽」、100歲以上稱「享嵩壽」；60歲以下稱「享年」、30歲以下稱「得年」或「存年」、年幼者稱「年僅」。僧尼世俗的年歲稱「俗臘」、受戒出家後的年歲稱「僧臘」、受具足戒後的年歲稱「戒臘」、受具足戒後結夏安居的年歲稱「法臘」、「夏臘」或「坐臘」。
- 〇〇等：發送訃聞的眷屬，要與抬頭對死者的稱謂相對稱，如：抬頭爲「顯考」則可用「孤子〇〇等」、「哀子〇〇等」、「孤哀子〇〇等」；抬頭爲「顯祖考」則可用「承重孫〇〇等」；抬頭爲「先夫」則可用「妻〇〇率子女等」；抬頭爲單身者則可用「摯友〇〇等」。[24] 生母歿而父又行繼室者，父歿時繼母在堂可用「繼慈侍下，孤哀子〇〇等」；繼室之子，本生父母歿時可用「孤前未及哀，孤哀子〇〇等」；側室之子，生母存，生父、嫡母歿時可用「生慈侍下，孤哀子〇〇等」；側室之子，嫡母在堂，本生父母歿時可用「奉嫡慈命稱哀，孤哀子〇〇等」；過繼他人之子，本生父母歿時則可用「降服孤哀子〇〇等」。
- 隨侍在側：子孫等在死者嚥氣時，陪侍在旁，上輩對下輩則不必如此。[24]
- 親視含殮：子孫等爲死者整理容妝、換上壽衣，再給死者口含珍珠、銅錢或飯菜，然後垂首圍跪在棺柩旁哀號，親睹死者的遺體放入棺柩之內，將棺柩蓋上。[24]
- 遵禮成服：子孫等遵循古代禮制，依據與死者親疏遠近的關係，穿戴喪服。[24]
- 停柩在堂：子孫等把棺柩安置在廳堂之處，假設遺體是存放在冷藏櫃再將魂帛設在喪居，或者棺柩是放置在殯儀館或其他地方的話，則可用「豎靈在堂」、「停柩於〇〇地」、「移靈〇〇殯儀館〇〇廳」等。視情況需要與否，可免寫。
- 從俗延道設壇，誦經超薦，追思禮懺：子孫等依據地方上的風俗，延請師父、司公或僧人設立齋醮法壇，誠心誦經禮懺，功德超薦死者的魂魄，以報答死者的恩德。[32] 常見於舊式訃聞，視情況需要與否，可免寫。
- 是晚爲社團、親朋戚友探喪之期：社團代表、社會顯要及親朋戚友可在設壇當晚前來探訪助喪，可見於新、馬地區的訃聞，視情況需要與否，可免寫。
- 謹擇於〇〇時〇〇地舉行家奠、公奠：經過謹慎推斷以後，擇定出舉行奠禮的時間和地點，家、公奠都在同一地點舉行，但必須標明兩個不同的時間。[24] 父歿母存時可在前加上「奉慈諭」的字樣，祖母仍在堂時則可加上「奉祖母慈諭」的字樣。
- 發引安葬於〇〇山〇〇公墓：舉行過奠禮以後，隨即將棺柩送往安葬之處；如果是火化的話，則可用「發引火化安靈於〇〇寶塔」。[24]
- 捧主、祔祠、升座、合火：安奉神主的事宜，常見於舊式訃聞。[32]
- 叨戚在：家屬表示感謝的謙稱，與「忝」通。[24]
- 姻親戚寅學友誼：此訃文要傳達的對象，抬頭平行，以紅字書寫以示尊重；「姻親戚寅學友」橫行並列，不分高低，可在「姻世親寅學友鄉黨團社戚族宗」十三字中任選，即「姻誼」（婿家）、「世誼」（父輩世交）、「親誼」（媳家）、「寅誼」（同事）、「學誼」（同學）、「友誼」（朋友）、「鄉誼」（同鄉）、「黨誼」（同輩或同黨）、「團誼」（一般組織）、「社誼」（社交或宗教單位）、「戚誼」（姻、親以外的親人）、「族誼」（同族、同莊或同籍的非同姓族人）、「宗誼」（同祖宗者）之謂。[24]
- 哀此訃聞：子孫等以哀慟的心情，將此噩耗告訴給「〇誼」等結誼之交；「聞」字表示訃文要傳達的對象，故將「聞」字用紅色來書寫，表示禮貌及給他人「吉利」之見。[24]
- 族繁不及備載：家族子孫繁多，無法一一詳加記載。[24]

### 家族稱謂
家族成員視親屬關係的親疏遠近一一列入，女、媳、孫女、孫媳、曾孫女、曾孫媳、玄孫女和玄孫媳要列在同輩男性之後；輩份高者排版位置要升一格，輩份低者要降一格，不可全部平行。各人的名字之下，視悲傷程度的不同，寫上「泣血」、「泣淚」、「泣」等用語。 認養和過繼子女可視同如親生，與親生子女並列；過繼給他人的子女，返家爲本生父母奔喪的話，須附加註明「出嗣〇姓」； 兄、弟、姊、妹除非姓氏有別需要標明外，一律不須另行寫上姓氏。已故的家族成員，可在名字加上方框以供識別。
- 孤子、哀子、孤哀子：無父謂「孤」，無母謂「哀」。傳統上，父歿時謙稱爲「孤子」，母歿時謙稱爲「哀子」，父母雙歿時謙稱爲「孤哀子」；近來的做法也有稱爲「孝男」、「孝子」、「不孝男」或「不孝子」，或乾脆簡稱爲「男」或「子」。[24]
- 媳婦：兒之妻子謂「媳」或「媳婦」，與兒子同並列，在家庭中地位比女兒重要，故列在女兒之前；近來的做法也有稱爲「孝媳」或「不孝媳」。[24]
- 孤女、哀女、孤哀女：「孤女」、「哀女」和「孤哀女」的用法與上述相同；近來的做法也有稱爲「孝女」或「不孝女」，或乾脆簡稱爲「女」。已婚

女兒服父母喪有別於未婚女兒，須在名字之後加註「適〇」以示夫姓，但若與女婿並列則可免。
- 女婿：女婿在中華文化中稱爲「半子」，與女兒同並列；由於女婿是外姓，故須寫上其姓氏。假設女婿是入贅的話，則視情況可列爲「子」、「婿」或「贅婿」。[24]
- 嗣男、嗣女：沒有後代的死者，從子侄輩中過養來承繼後嗣的過繼子女，俗稱爲「過房」，[34] 與死者的關係是「入嗣男」、「入嗣女」（別人家過養來的子女）或「出嗣男」、「出嗣女」（過養給別人家的子女）。
- 養子、養女：認養的子女，視情況可列爲「子」、「女」、「養子」、「養女」、「義子」或「義女」。[24]
- 繼子、繼女：繼養的子女，視情況可列爲「子」、「女」、「如子」、「如女」、「繼子」或「繼女」。[24][35]
- 嫡子、嫡女：死者為妾室，其夫正室所生子女稱「嫡子」、「嫡女」。
- 庶子、庶女：死者為正室，其夫妾室所生子女及私生子女稱「庶子」、「庶女」。
- 內孫：兒子之子稱爲「孫」或「內孫」，其妻稱爲「孫媳」；兒子之女稱爲「孫女」或「內孫女」，已婚者須在名字之後加註「適〇」，其夫稱爲「孫婿」，由於孫婿是外姓，故須寫上其姓氏。假設子媳輩均已過世，由孫兒女具名發訃聞的話，則長孫自稱爲「承重孫」，其妻稱爲「承重孫媳」；其他的孫子稱爲「期服孫」，其妻稱爲「期服孫媳」，可簡稱爲「孫」和「孫媳」，另有些少見的稱謂，如「雙承男」、「接面女」、「兩承男」 、「杖期孫男」 等。孫輩列在子媳輩之後，排版位置要降一格。[24]
- 外孫：女兒之子稱爲「外孫」，其妻稱爲「外孫媳」；女兒之女稱爲「外孫女」，已婚者須在名字之後加註「適〇」，其夫稱爲「外孫婿」，四者皆要寫上姓氏。[24]
- 曾孫、玄孫、來孫：內孫之子女稱爲「內曾孫」、「內曾孫女」，外孫之子女稱爲「外曾孫」、「外曾孫女」；內曾孫之子女稱爲「內玄孫」、「內玄孫女」，外曾孫之子女稱爲「外玄孫」、「外玄孫女」；玄孫之子女稱爲「來孫」、「來孫女」。以上均屬於關係疏遠的晚輩，排版位置要比孫輩再降一格，視情況以一個代表來列明亦可，如：「曾孫〇〇〇等」。[24]
- 侄輩：兄弟之子女稱爲「侄兒」、「侄女」，妻家兄弟之子女稱爲「內侄」、「內侄女」，屬於旁系親屬，視情況需要與否，列在直系親屬之後，排版要與子媳輩同等高度。侄輩的排列順序爲：侄、侄媳、侄女和侄婿，如果還要再加上侄孫輩的話，則可參考前列數項的做法。[24]
- 甥輩：男死者姊妹之子女稱爲「外甥」、「外甥女」，女死者或男死者妻子姊妹之子女稱爲「姨甥」、「姨甥女」，屬於旁系親屬，視情況需要與否，列在直系親屬之後，排版要與子媳輩同等高度。甥輩的排列順序爲：外甥、外甥媳、外甥女和外甥婿，如果還要再加上甥孫輩的話，則可參考前列數項的做法。
- 夫妻：夫喪時，傳統上妻子自稱爲「未亡人」；妻喪時，丈夫父母已歿者自稱爲「杖期夫」，若丈夫尚有父及/或母在生則自稱爲「不杖期夫」[24] 。如今一般新式訃聞的用法只稱爲「夫」、「妻」、「護喪夫」或「護喪妻」。此外，針對離婚、喪偶、續弦、改嫁、填房等特殊問題，可能不列入名單，以免尷尬；如要列入名單的話，可能在已故者的名字加上方框，或也有業者創造「壽成夫」、「壽媲妻」、「謹良妻」等新詞。

視地方風俗民情的不同，同時要與抬頭對死者的稱謂呈相對稱，可能列在直系子孫之前或後，排版位置要比子媳輩升一格。
- 正室、妾室：傳統上妻妾的地位不平等形成嫡庶之別，但正室與側室地位實際差異視乎地區而定。在一些妻妾地位差異較大的地區，妾侍稱正室為「夫人」，自稱「妾」，不得姊妹相稱；而在一些妻妾地位差異較小的地區如廣東、福建，妻妾之間相稱「姒娣」，妾稱正室或較自己先入門的妾為「姒」或「同夫姊」，正室稱妾、妾稱較後入門的妾為「娣」或「同夫妹」，平妻亦比照此例依入門順序稱呼。
- 兄弟姊妹、叔伯姨舅、姑嫂妯娌：死者之同父同母兄謂「胞兄」，同父同母兄之妻子謂「胞兄嫂」；死者之同父同母弟謂「胞弟」，同父同母弟之妻子謂「胞弟媳」或「胞弟婦」；死者之同父同母姊謂「胞姊」，同父同母姊之丈夫謂「胞姊夫」；死者之同父同母妹謂「胞妹」，同父同母妹之丈夫謂「胞妹夫」或「胞妹婿」。夫之同父同母兄謂「夫胞兄」，夫之同父同母弟謂「夫胞弟」，夫之同父同母姊謂「夫胞姊」，夫之同父同母妹謂「夫胞妹」；妻之兄謂「內兄」，妻之弟謂「內弟」，妻之姊謂「姨姊」，妻之妹謂「姨妹」；兄弟的妻子間謂「妯娌」，姊妹的丈夫間謂「襟兄」或「襟弟」。同父異母或同母異父之兄弟姊妹則不用「胞」字。胞兄弟姊妹與死者份屬同輩，也可加上「護喪」兩字，但其中有已故者在內的話，則不可在「護喪」之列。

視地方風俗民情的不同，同時要與抬頭對死者的稱謂呈相對稱，可能列在直系子孫之前或後，排版位置要比子媳輩升一格。
- 庚男、庚女：兒子的同齡男女稱爲「庚男」、「庚女」，死者的同齡男女稱爲「庚兄」、「庚弟」、「庚姊」或「庚妹」。[24]
- 誼男、誼女：死者的乾子女以及死者的子女的結拜兄弟姊妹稱爲「誼男」、「誼女」。
- 誼兄、誼弟、誼姊、誼妹：死者的結拜兄弟姊妹稱爲「誼兄」、「誼弟」'、「誼姊」或「誼妹」。[24]
- 族親代表、宗親代表、親戚代表、親友代表：關係疏遠的族親、宗親、堂親、姑表親、姨表親、姻親、世親人等，以代表即可。[24]
- 父母翁姑：假設死者的父、母、翁、姑尚健在的話，傳統上自稱爲「反服父」、「反服母」、「反服翁」或「反服姑」。如今，一般只稱爲「父」、「母」、「家翁」或「家姑」即可。

視地方風俗民情的不同，同時要與抬頭對死者的稱謂呈相對稱，可能列在直系子孫之前或後，排版位置要比「夫」或「妻」再升一格。

### 哀傷術語
家族眷屬的名字之下，根據親疏的關係和悲傷程度，均酌輕重，採用不同的敬語。
- 泣血稽顙：「泣血」是指傷心到達了極點，眼中已哭出血淚的意思；「稽顙」是古時一種跪拜敬禮，行禮者屈膝下跪，以額頭碰觸地面，爲「九拜之儀」中最崇高的禮儀。形容以極度悲慟的心情來行至高的敬禮，「孤哀子」可用此語。[24]
- 泣血稽首：同「泣血稽顙」。因爲媳婦的喪服中有蓋頭掩飾面容，行禮時看不見其額頭觸地，故「媳婦」可用此語。[24]
- 泣淚稽首：「泣淚」是指眼中流淚不止，「稽首」同於「稽顙」。因爲女兒一旦出嫁在外後，就屬於別人家的親眷，不如自家的媳婦晨昏定省，兩者之間親疏有別，故「女兒」可用此語。[24]
- 拭淚頓首：「拭淚」是指用衣袖拭去眼淚，有掩飾眼淚的意思；「頓首」是古時的一種跪禮，行禮者屈膝下跪，以額頭碰觸地面，稍待片刻即起，程度較「稽首」爲輕。「女婿」可用此語。[24]
- 抆淚稽首：「抆淚」同於「拭淚」，程度較「拭淚」為重。「義子」、「義女」和「義媳」可用此語。[24]
- 泣　頓首：「義女婿」、「孫女婿」等可用此語。[24]
- 抆淚稽顙：同「抆淚稽首」。「內孫」可用此語。[24]
- 泣淚　拜：「孫女」、「孫媳」、「外孫」和「外孫媳」可用此語。[24]
- 揮淚　拜：「揮淚」同於「拭淚」，程度較「拭淚」為輕。「外孫女」、「外孫女婿」和「曾孫」以下可用此語。[24]
- 稽顙：行禮者屈膝下跪，以額觸地，停留較長一段時間的禮儀，同「稽首」。「妻子」可用此語。[24]
- 頓首：行禮者屈膝下跪，以額觸地，稍待片刻即起。「丈夫」、「兄弟」和同輩男性皆可用此語。[24]
- 拜首：行禮者屈膝下跪，兩手拱合在地，以額觸手的禮儀。
- 襝衽：古時婦女所行的禮儀，稍微提起衣袍下擺的衣襟，屈膝敬禮。「姊妹」、「妯娌」和同輩女性皆可用此語。[24]
- 鞠躬：彎腰敬禮。「宗親代表」、「親戚代表」和「親友代表」可用此語。[24]
- 悲：帶著悲傷的心情。「夫妻」、「父母」和同輩男女皆可用此語。[24]
- 泣：流淚。

由於這類用語較爲生澀難懂，並非尋常所容易理解，爲免造成喪家和印刷業者的困擾，新式訃聞大多採用「同泣啟」以涵蓋。「同」、「仝」、「全」，皆通用。

## 另見
- 死亡宣告
- 殯葬文書
  - 悼詞、祭文
  - 唁電（英语：Condolences）
  - 謝帖、答謝詞
  - 輓額、輓聯、輓軸、輓幛
  - 碑文、墓誌銘
- 最近逝世人物
- 歷年逝世人物列表

## 外部連結
- 维基共享资源上的相關多媒體資源：訃聞
- 维基词典中的词条「訃」
- 香港訃聞資料庫（页面存档备份，存于）
- 訃聞（页面存档备份，存于），臺灣殯葬資訊網
- 殯葬文書（页面存档备份，存于），臺灣殯葬資訊網